# Paul Delecroix
Paul Delecroix (Amiens, 14 de outubro de 1988) é um futebolista profissional francês que atua como goleiro.

## Carreira
Paul Delecroix começou a carreira no SC Amiens.